# Hipstedt
Hipstedt (Plattdeutsch: Hipst) ist eine Gemeinde der Samtgemeinde Geestequelle im Landkreis Rotenburg (Wümme) in Niedersachsen. Die Geeste entspringt bei Hipstedt und mündet in Bremerhaven als nördlichster Nebenfluss der Weser.

## Nachbargemeinden
Hipstedt grenzt an Beverstedt, Geestland, (Landkreis Cuxhaven) sowie Ebersdorf, Oerel, Basdahl (Landkreis Rotenburg (Wümme)).

## Geschichte
Hipstedt war bis zur Mitte des 19. Jahrhunderts ein reines Bauerndorf. Durch die Einweihung der Eisenbahnlinie von Geestemünde nach Stade Ende des 19. Jahrhunderts entwickelte sich der Ort in Richtung des Bahnhofes Heinschenwalde. "Diese Entwicklung erfuhr durch die Ansiedlung des Marine-Sperrzeugamtes im nahen Forst Hinzel und dem damit verbundenen Bau von 50 Wohnungen für die dort Beschäftigten einen großen Aufschwung. Lebten um 1850 etwa 130 Einwohner in Hipstedt so stieg die Einwohnerzahl in achtzig Jahren auf das dreifache. Inzwischen sind neben der Marine-Siedlung, wie der neue Ortsteil genannt wurde, weitere Baugebiete ausgewiesen worden. Mittlerweile hat dieser Ortsteil in Anlehnung an das Waldgebiet Löh seinen Namen Hipstedt-Löh erhalten. Kirche, Kinderspielkreis, Grundschule wurden in den letzten 50 Jahren errichtet."
In Hipstedt-Heinschenwalde bestand während des Ersten Weltkrieges an der Straße Bokelah ein Lager für etwa 1.000 russische Kriegsgefangene, die vornehmlich zur Moorkultivierung, Forstarbeiten sowie zum Deichbau eingesetzt waren. In der Nähe liegt auch der Kriegsgefangenenfriedhof mit den Gräbern von 32 russischen Kriegsgefangenen des Ersten Weltkrieges sowie eines polnischen Zwangsarbeiters, der 1944 gestorben ist.
Am 1. März 1974 wurde die Gemeinde Heinschenwalde eingegliedert.

### Religion
Die Gemeinde ist überwiegend evangelisch-lutherisch geprägt und bildet mit der Bethlehem-Kirche von 1960 im Ortsteil Löh seit 1961 ein Kirchspiel, zu dem Hipstedt-Dorf, Hipstedt-Löh und Heinschenwalde sowie die Dörfer Neu Ebersdorf und Frelsdorf gehören. Die Kirchengemeinde zählt etwa 1500 Mitglieder. Vor dem Bau der Kirche gehörte Hipstedt zum Kirchspiel der Gangolf-Kirche in Oerel. 
Für die (wenigen) Katholiken ist die St.-Michaelskirche in Bremervörde zuständig, die seit dem 1. September 2010 zur Kirchengemeinde Heilig Geist in Stade gehört.

## Politik

### Gemeinderat

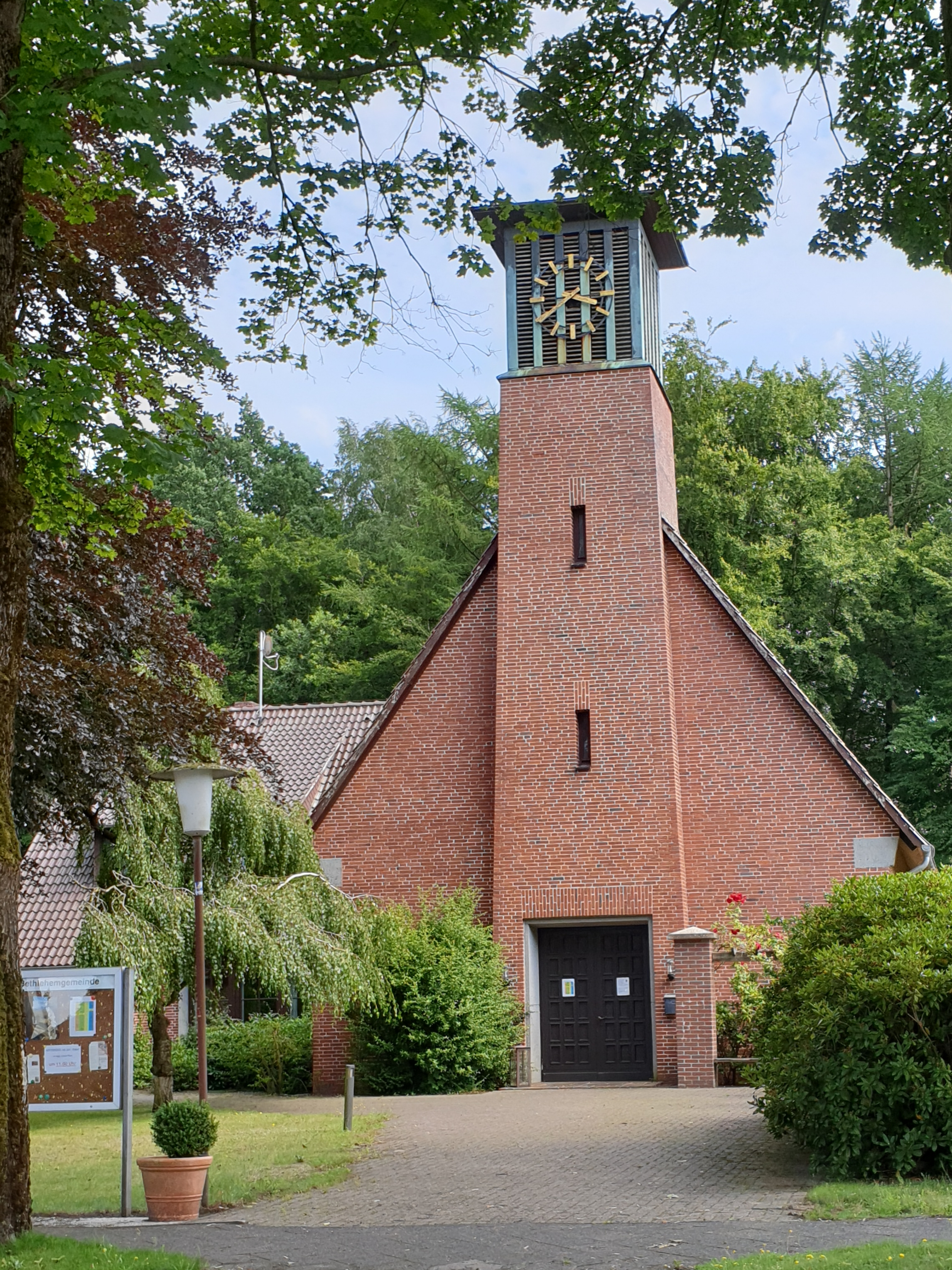
Bethlehem-Kirche in Hipstedt-Löh

Der Rat der Gemeinde Hipstedt besteht aus elf Ratsfrauen und Ratsherren. Dies ist die festgelegte Anzahl für die Mitgliedsgemeinde einer Samtgemeinde mit einer Einwohnerzahl zwischen 1.001 und 2.000 Einwohnern. Die Ratsmitglieder werden durch eine Kommunalwahl für jeweils fünf Jahre gewählt. Die aktuelle Amtszeit begann am 1. November 2021 und endet am 31. Oktober 2026.
Die letzten Gemeinderatswahlen ergaben folgende Sitzverteilungen:
| Partei                        | 2021 | 2016 |
| ----------------------------- | ---- | ---- |
| WFB Hipstedt-Heinschenwalde   | 7    | 8    |
| CDU                           | 1    | 3    |
| Grüne                         | 1    | -    |
| Bürgerliste Zukunft gestalten | 1    | -    |
| Einzelbewerber                | 1    | -    |

### Bürgermeister
Der Gemeinderat wählte das Gemeinderatsmitglied Johannes König (WFB Hipstedt-Heinschenwalde) zum ehrenamtlichen Bürgermeister für die aktuelle Wahlperiode. Sein Vorgänger Gerhard Oetjen war von 2012 bis 2018 Bürgermeister. Zuvor war Karlheinz Poredda von 1961 bis März 2012 im Amt und damit der dienstälteste deutsche Bürgermeister.

### Wappen
Blasonierung: In Gold (Gelb) über silbernem (weißem) Palisadenzaun mit schwarzen Spitzen auf grünem, mit silbernem (weißem) Fluss belegten Berg ein grüner Eichenzweig mit zwei aufrechten Eicheln.
Begründung: Wall und Palisadenzaun deuten auf die frühgeschichtliche Befestigungsanlage „Heinschenwall“ nahe einer ehemaligen Furt im Oberlauf der Geeste hin. Der Eichenzweig nimmt Bezug auf die in dieser Gegend früher vorhandenen ausgedehnten Eichenwälder, während die Eicheln als Zeichen der Fruchtbarkeit auf das Zusammenwachsen der beiden Ortsteile Heinschenwalde und Hipstedt zu einer Gemeinde zu deuten sind. Das Wellenband im unteren Teil des Wappens weist auf den Geestefluss hin, dessen Quelle auf dem Hof Freitag im Ortsteil Hipstedt zu finden ist.

### Städtepartnerschaften
Seit 1990 besteht eine Partnerschaft mit Hüpstedt in der Stadt Dingelstädt im Landkreis Eichsfeld.

## Kultur uns Sehenswürdigkeiten
- Wohn- und Wirtschaftsgebäude Frelsdorfer Straße 9 von um 1750 in Fachwerk

## Wirtschaft und Verkehr
Hipstedt liegt mit der Station Heinschenwalde an der Bahnstrecke Bremerhaven–Buxtehude. Südlich des Ortes verläuft die Vorzugsvariante der geplanten Bundesautobahn 22.
Es gibt mehrere Gewerbebetriebe und Selbständige in Hipstedt.

## Persönlichkeiten
- Karlheinz Poredda (1920–2012), wurde am 6. Februar 2013 posthum zum Ehrenbürgermeister ernannt.